# ألبرت ليفيت
كان ألبرت ليفيت (14 مارس 1887-18 يونيو 1968) قاضيًا، وأستاذًا في القانون، وقسيسًا توحيديًا ومحاميًا ومسؤولًا حكوميًا أمريكيًا. ترشح ليفيت مرارًا لمناصب عامة في ولاية كونيتيكت وكاليفورنيا ونيوهامبشاير، دون أن يكتب له النجاح لأن نسب المصوتين له كانت ضئيلة. أمر في عام 1935، عندما كان قاضيًا للمحكمة المحلية في جزر العذراء الأمريكية، بالسماح للنساء بالتسجيل الانتخابي والتصويت.
ولد ليفيت في ولاية ماريلاند، والتحق بالجيش الأمريكي في سن السابعة عشرة، ثم التحق بعد ذلك بمعهد اللاهوت وأمضى عدة سنوات كطالب، وحصل على درجات علمية من ثلاث جامعات تابعة لرابطة اللبلاب. خدم بعد اندلاع الحرب العالمية الأولى مرتين، مرة في هيئة الإسعاف لصالح الفرنسيين، ومرة كقس مُلحق في الجيش الأمريكي أصيب خلالها بجروح وتسمم بالغاز.
أصبح ليفيت بعد الحرب محاميًا. ساهم بفعالية في صياغة التعديل الدستوري للمساواة في الحقوق أثناء دراسته في كلية الحقوق بجامعة هارفارد. بعدها، شغل ليفيت عدة مناصب قصيرة الأمد في تدريس القانون. استقر في النهاية مع زوجته المناصرة لحق المرأة في الاقتراع، إلسي هيل، في ولاية كونيتيكت، وانخرط في السياسة. لم ينتُخب لمنصب مطلقًا، إلا أنه أثر بقيادته لعصبة صغيرة على نتيجة العديد من السباقات الانتخابية، مساعدًا على انتخاب الديمقراطي ويلبر كروس حاكمًا في عام 1930، وفي إلحاق الهزيمة به في عام 1938.
ساعدت نشاطاته بشكل عام الديمقراطيين في مواجهة الجمهوريين، وكوفئ على ذلك بمنصب في وزارة العدل تحت قيادة فرانكلين ديلانو روزفلت ابتداءً من عام 1933. عينه المدعي العام هومر كامينغز قاضيًا في عام 1935، ورتب له استئناف عمله في وزارة العدل بعد استقالته من ذلك المنصب في العام التالي. انفصل علنًا عن إدارة روزفلت عام 1937، وفقد وظيفته الحكومية.
اعترض ليفيت بعد استقالته من وزارة العدل على تعيين هوغو بلاك في المحكمة العليا للولايات المتحدة بموجب بند المكافآت في الدستور. رفضت المحكمة في قضية إي إكس بارتي ليفيت، النظر في ادعاءاته، مشيرة إلى أنه يفتقر إلى الصفة القانونية لتقديمها إلى المحكمة.
انتقل ليفيت إلى كاليفورنيا في أوائل أربعينيات القرن العشرين، ودخل باب الترشح كمرشح جانبي في الانتخابات التمهيدية للجمهوريين، بما في ذلك انتخابات مجلس الشيوخ في الولايات المتحدة عام 1950 في كاليفورنيا، إذ احتل المركز السادس من أصل ستة بعد الفائز ريتشارد نيكسون. اعتقد بأن الكنيسة الرومانية الكاثوليكية تشكل خطرًا كبيرًا على الديمقراطية الأمريكية وحذر في حملاته من تأثيرها. توفي عام 1968.

## النشأة
ولد ليفيت في 14 مارس 1887 في وودباين في ماريلاند، وهو ابن توماس ريف ليفيت وإيدا ألي ليفيت. انضم إلى جيش الولايات المتحدة في سن السابعة عشرة، وترقى إلى رتبة رقيب. خدم في هيئة المستشفيات بين عامي 1906-1907 في الفلبين. سافر ليفيت أربع مرات حول العالم عندما كان شابًا، وفقًا لمقال إخباري عام 1937. التحق بعد تركه الجيش بكلية ميدفيل اللاهوتية التي أدارها التوحيديون، وحصل على درجة البكالوريوس في اللاهوت عام 1911. خلال دراسته في ميدفيل، خرج ليفيت، عام 1910، برحلة بالزورق لمسافة 1600 ميل (2600 كيلومتر) مع طالب آخر من بوفالو إلى بيتسبرغ عن طريق بالتيمور وواشنطن العاصمة. عمل كمساعد قسيس في عامي 1912-1913 في كنيسة ويلو بليس التوحيدية في حي بروكلين بمدينة نيويورك، وسيّر الأعمال بغياب القسيس. حصل على درجة البكلوريوس بمرتبة الشرف العظيم من جامعة كولومبيا، وكان عضوًا في جمعية فاي بيتا كابا.
عمل ليفيت محاضرًا في جامعة كولومبيا بعد تخرجه، وسافر في عام 1915 عابرًا المحيط الأطلسي للانضمام إلى هيئة الإسعاف الأمريكي في الجيش الفرنسي. عاد إلى الولايات المتحدة بعد عدة أشهر، وأمضى عامًا (بين عامي 1915-1916) في تدريس الفلسفة في جامعة كولجيت. انضم إلى الجيش الأمريكي مرة أخرى بعد انخراط الولايات المتحدة في الحرب العالمية الأولى عام 1917، وخدم فيه بين عامي 1917-1919 بصفة قسيس مُلحق. أُصيب بجروح وتسمم بالغاز خلال خدمته في الجبهة الغربية.

## طالب القانون والبروفيسور

### هارفارد وتعديل الحقوق المتساوية
أمضى ليفيت فترة وجيزة في جامعة هارفارد كمدرب لفيلق تدريب ضباط الاحتياط، وعاد إليها في عام 1919 كطالب في القانون، وحصل على بكالوريوس في القانون. شغل في عام 1920- إلى جانب دراسته القانون- منصب قسيس في جمعية هارفارد التوحيدية. عدّ دين روسكو باوند مرشده في جامعة هارفارد، ويرجع ذلك جزئيًا إلى علاقته العاطفية مع الناشطة في مجال حقوق المرأة إلسي هيل، إذ انتسب إلى الحزب الوطني للمرأة. استشارت القيادية في حقوق المرأة أليس بول كلًا من باوند وليفيت في صياغة ما أصبح يعرف باسم تعديل الحقوق المتساوية، لمنح المساواة للمرأة دون التقليل من تدابير الحماية الخاصة. نوى باوند المساعدة في ذلك شريطة ألا يُعلن عن مشاركته. سعي ليفيت لتجنب التعارض مع القوانين الحالية التي تحمي النساء، وصاغ 75 نسخة على الأقل من تعديل الحقوق المتساوية لبول. تشاور أيضًا مع فيليكس فرانكفورتر، الذي أصبح قاضيًا في المحكمة العليا، والذي كان آنذاك مستشارًا لمجلس الأجر الأدنى في واشنطن العاصمة. علق فرانكفورتر على العديد من المسودات، إذ رأى أن كل النسخ من تعديل الحقوق المتساوية ستؤثر في انتزاع الحماية القانونية للمرأة. حاول ليفيت تغيير رأي فرانكفورتر، لكنه لم ينجح، إذ كتب إلى بول: «لا نتيجة مرجوة من هذه المقابلة».
قدم كل من باوند وفرانكفورتر نصائحهما إلى ليفيت شريطة عدم ذكر اسميهما، إلا أن ناشطي الحزب الوطني للمرأة قد زعموا بشكل خاطئ أن الاثنين قد وافقا على نص تعديل الحقوق المتساوية على أنه مناسب للتعديل التشريعي أو الدستوري. اعتذر ليفيت لكليهما، وكتب إلى بول أنه لم يعد بإمكانه استشارة أي شخص يثق به بشأن تعديل الحقوق المتساوية خوفًا من التعرض للخيانة مرة أخرى. واصل رغم ذلك- وبتأثير من هيل- عمله مع بول حتى نهاية عام 1921. تزوج ليفيت هيل في 24 ديسمبر 1921 في شيكاغو، خلال عمله في جامعة داكوتا الشمالية. أجبرت الواجبات ليفيت على البقاء في داكوتا الشمالية، وهيل على البقاء في واشنطن، وخططا لقضاء الوقت معًا في الصيف في موطنهما الأصلي كونيتيكت، لكنهما قررا العيش منفصلان في البداية لانشغالهما في العمل. كان حفل الزفاف سريًا، ضم القليل من الأصدقاء والمقربين، حتى انكشف الأمر للعامة في الشهر التالي. عدّ ليفيت نفسه أكثر الرجال حظًا في العالم، وأنه محظوظ لزواجه من نسوية، لم تكن لتسمح للزوج أن يكون قيصرًا.

### بروفيسور متنقل
استقال ليفيت من منصب القسيس في جمعية هارفارد التوحيدية في يونيو 1920 لقبول منصب أستاذ القانون في كلية الحقوق في جامعة جورج واشنطن. عيّنه الرئيس وودرو ويلسون في عام 1921 عضوًا في لجنة فحص المعادن التي تُعيّن سنويًا، والتي تتألف من المواطنين والمسؤولين الذين تقابلوا في فيلادلفيا مينت لاختبار عملات العام السابق. شارك كمحاضر في سلسلة منظومة رادكليف تشاتاكوا خلال صيف عام 1921. انتقل بعد أن أمضى سنة في جورج واشنطن، إلى جامعة داكوتا الشمالية، ثم عاد للدراسة في كلية الحقوق في جامعة ييل، وحصل على درجة دكتوراه في القانون في عام 1923. شغل منصب المساعد الخاص للمدعي العام بين عامي 1923-1924، وعمل في قسم معاملات الحرب في وزارة العدل.